# Norsk Melodi Grand Prix 2012
Melodi Grand Prix 2012 var den 51:a upplagan av musiktävlingen Norsk Melodi Grand Prix. Den arrangerades av NRK i januari och februari 2012. Vinnare blev Tooji
med låten Stay som därmed fick representera Norge i Eurovision Song Contest 2012 som hölls i Baku i Azerbajdzjan. Programledare var Per Sundnes och Marte Stokstad.

## Schema
| Datum            | Ort      | Plats                  | Omgång      |
| ---------------- | -------- | ---------------------- | ----------- |
| 21 januari 2012  | Brekstad | Ørland Hovedflystasjon | Semifinal 1 |
| 28 januari 2012  | Larvik   | Arena Larvik           | Semifinal 2 |
| 4 februari 2012  | Florø    | Florø Idrettssenter    | Semifinal 3 |
| 11 februari 2012 | Oslo     | Oslo Spektrum          | Final       |

## Deltävlingar och final

### Semifinal 1
| Nr | Artist                        | Låt                        | Musik (m) / Text (t)                                                                                              |
| -- | ----------------------------- | -------------------------- | --- |
| 1  | Irresistable feat. Carl Pritt | «Elevator»                 | Anne Judith Wik (m & t), Nermin Harambasic (m & t), Ronny Svendsen (m & t), Robin Jenssen (m & t), Carl Pritt (t) |
| 2  | Kim André Rysstad             | «Så vidunderleg»           | Elin Nygård (m & t)                                                                                               |
| 3  | Reidun Sæther                 | «High on Love»             | Thomas G:son (m & t), Tommy Berre (m & t), Ovidou Jacobsen (m & t)                                                |
| 4  | Rudi Myntevik                 | «You Break It, You Own It» | Rune Berg (m & t), Asbjørn Ribe (m & t)                                                                           |
| 5  | Lisa Stokke                   | «With Love»                | Lisa Stokke (m & t), Johanna Demker (m & t), Anita Lixel (m & t), Tommy Berre (m & t)                             |
| 6  | United                        | «Little Bobbi»             | John Lundvik (m & t), Philip Halloun (m & t), Thomas Felberg (m & t)                                              |
| 7  | Nora Foss Al-Jabri            | «Somewhere Beautiful»      | Christian Ingebrigtsen (m & t), Eivind Rølles (m & t)                                                             |
| 8  | The Carburetors               | «Don't Touch the Flame»    | Christopher Lindahl (m & t), Stian Krogh (m), Per Gunnar Lund-Vang (t)                                            |

### Semifinal 2
| Nr | Artist            | Låt                 | Musik (m) / Text (t)                                               |
| -- | ----------------- | ------------------- | ------------------------------------------------------------------ |
| 1  | Cocktail Slippers | «Keeps On Dancing»  | Cocktail Slippers (m & t)                                          |
| 2  | Isabel Ødegård    | «I've Got You»      | Thom Hell (m & t), Isabel Ødegård (t)                              |
| 3  | Tommy Fredvang    | «Make It Better»    | Tommy Fredvang (m & t), Hanne Sørvaag (m & t), Tommy Berre (m & t) |
| 4  | Rikke Lie         | «Another Heartache» | Rikke Lie (m & t), Maria Marcus (m & t), Niclas Lundin (m & t)     |
| 5  | Malin             | «Crush»             | Beyond51 (m & t)                                                   |
| 6  | Plumbo            | «Ola Nordmann»      | Lars Erik Blokkhus (m), Glenn Hauger (t)                           |
| 7  | Minnie-Oh         | «You and I»         | Monica Johansen (m & t)                                            |
| 8  | Rikke Normann     | «Shapeshifter»      | Silya Nymoen (m & t), Rikke Normann (m & t)                        |

### Semifinal 3
| Nr | Artist                   | Låt                       | Musik (m) / Text (t)                                                                                        |
| -- | ------------------------ | ------------------------- | --- |
| 1  | Tooji                    | «Stay»                    | Tooji Keshtkar (m & t), Peter Boström (m & t), Figge Boström (m & t)                                        |
| 2  | Marthe Valle             | «Si»                      | Marthe Valle (m & t), Bjarte Ludvigsen (m), Jens Kristian Rimau (m), Anders Bjelland (m)                    |
| 3  | Petter Øien & Bobby Bare | «Things Change»           | Bobby Bare (m & t)                                                                                          |
| 4  | Yaseen & Julie Maria     | «Sammen»                  | Sigve Bull (m & t), El Axel (m & t)                                                                         |
| 5  | Håvard Lothe Band        | «The Greatest Day»        | Håvard Lothe (m & t)                                                                                        |
| 6  | SiLyA                    | «Euphoria»                | Silya Nymoen (m & t)                                                                                        |
| 7  | The Canoes               | «Seemed Like a Good Idea» | Arne Hovda (m & t), Erik Norvald Røe (m & t), Christopher Barron Gross (m & t), Hans Petter Aaserud (m & t) |
| 8  | Lise Karlsnes            | «Sailors»                 | Lise Karlsnes (m & t), Thomas Eriksen (m)                                                                   |

### Final
| Nr | Artist                   | Låt                     | Musik (m) / Text (t)                                                   | Placering |
| -- | ------------------------ | ----------------------- | ---------------------------------------------------------------------- | --------- |
| 1  | Tooji                    | "Stay"                  | Tooji Keshtkar (m & t), Peter Boström (m & t), Figge Boström (m & t)   | 1         |
| 2  | Reidun Sæther            | «High on Love»          | Thomas G:son (m & t), Tommy Berre (m & t), Ovidou Jacobsen (m & t)     | –         |
| 3  | Lise Karlsnes            | «Sailors»               | Lise Karlsnes (m & t), Thomas Eriksen (m)                              | –         |
| 4  | Plumbo                   | «Ola Nordmann»          | Lars Erik Blokkhus (m), Glenn Hauger (t)                               | 4         |
| 5  | Malin                    | «Crush»                 | Beyond51 (m & t)                                                       | –         |
| 6  | Nora Foss Al-Jabri       | «Somewhere Beautiful»   | Christian Ingebrigtsen (m & t), Eivind Rølles (m & t)                  | 2         |
| 7  | The Carburetors          | «Don't Touch the Flame» | Christopher Lindahl (m & t), Stian Krogh (m), Per Gunnar Lund-Vang (t) | –         |
| 8  | Petter Øien & Bobby Bare | «Things Change»         | Bobby Bare (m & t)                                                     | 3         |
| 9  | Yaseen & Julie Maria     | «Sammen»                | Sigve Bull (m & t), El Axel (m & t)                                    | –         |
| 10 | Tommy Fredvang           | «Make It Better»        | Tommy Fredvang (m & t), Hanne Sørvaag (m & t), Tommy Berre (m & t)     | –         |